# Impluvij
Impluvij (lat. Impluvium, množ. impluvia) je sustav bazena za prikupljanje vode namijenjen za hvatanje kišnice koja teče iz kompluvija, ili kosog krova. Često postavljena "unutar", umjesto "izvan", zgrade, značajna je značajka u mnogim arhitektonskim tradicijama.

## Grčko-rimski impluvij
U grčko-rimskim studijama arhitekture, impluvij se odnosi na udubljeni dio atrija u grčkoj ili rimskoj kući (domus), osmišljen da odvodi kišnicu koja pada s kompluvija krova. Obično je izrađen od mramora i postavljen oko 30 cm ispod poda atrija, te se prazni u podnu cisternu.

### Izgradnja i uporaba
Inspekcija (bez iskopavanja) impluvija u Paestumu, Pompejima i Rimu pokazala je da je površina pločnika u impluviju bila porozna ili da su neporozne kamene pločice bile odvojene dovoljno značajnim prazninama da dopuste znatnu količinu vode uhvaćenu u bazenu impluvij da se filtrira kroz pukotine i, dalje, kroz slojeve šljunka i pijeska u komoru za držanje ispod zemlje. Okrugli kameni otvor zaštićen putealom omogućuje lak pristup kantom i užetom ovom privatnom, filtriranom i prirodno hlađenom izvoru vode.
Slične konstrukcije su pronađene i drugdje u javnim prostorima grada, s njihovim kamenim putealima koji pokazuju istrošenost od velike upotrebe. U kišnim periodima, višak vode koji ne bi mogao proći kroz filtar prelio bi se iz bazena i izašao iz zgrade, a sav sediment ili krhotine preostali u površinskom bazenu mogli bi biti odneseni. Za vrućeg vremena, voda se mogla izvući iz komore cisterne (ili su je robovi mogli donijeti iz zaliha izvan domusa) i baciti u plitki bazen da ispari i osigura učinak hlađenja cijelog atrija: dok je voda isparavala, zrak je ulazio kroz kompluvij je hlađen i premješten kroz cijelu kuću kako bi ohladio okolne stambene prostore, oblik pasivnog hlađenja. Kombinacija kompluvija i impluvija je učinkovit način prikupljanja, filtriranja i hlađenja kišnice.

## Zapadno- i srednjoafrički impluvij
Denyer, African Traditional Architecture, definirao je impluvijalni stil arhitekture u zapadnoj Africi, gdje su "četiri zgrade obično okrenute jedna prema drugoj preko dvorišta". Zgrade u "stilu" (zapravo, tipa "baziranog na kladi") nisu nužno imale impluvij za hvatanje kiše. Dodatno komplicirajući stvari, neki su tekstovi poistovjetili Denyerov impluvijalni stil sa samim impluviumom, te stoga smatraju da se impluvij ne odnosi na upotrebu mehanizama za hvatanje vode, već na planove kuća sa središnjim dvorištem.

### Primjeri
Impluviji su zabilježeni u mnogim zapadno/srednjoafričkim arhitektonskim tradicijama, uključujući one Igboa, Yorube, Edoa, Jole i Bamuma. Variraju u složenosti: Yoruba impluvij, koji se naziva akodi, ponekad je bila samo posuda postavljena na uglovima golemih pravocrtnih dvorišta, dok su se neke u Ketuu, u Republici Benin, ispuštale u podzemne spremnike. Pučani u kraljevstvu Benin obično su imali kuće s višestrukim impluvijima u jednom ili dva dvorišna prostora, koji su se ponekad odvodili iz kuće cijevima. Kao što su Nevadomsky et al. Imajte na umu da su ti impluviji bili namijenjeni uklanjanju kišnice kako bi se otvoreni krov mogao koristiti kao izvor svjetla i svježeg zraka. Dok su mnogi prethodni primjeri bili pravocrtni, impluvia Senegala također se može dizajnirati oko okruglih tlocrta; ovo je postalo osnova za 'Case à Impluvium' u Ziguinchoru, Senegal, umjetničkom središtu kojim upravlja Alliance Franco-Sénégalaise .

### Porijeklo
Europski putnici 19. i 20. stoljeća često su bili iznenađeni pronalaženjem paralela s klasičnom kulturom u onim arhitektonskim tradicijama koje su imale jasne: "U području Bamuma postoji zanimljiv tip kolibe. Govoreći o tome, Ankermann kaže: "Muške kuće (Herrenhäuse) u Bamumu, za razliku od ženskih, pokazuju najkompliciraniju strukturu. Bio sam jako zapanjen kada sam prvi put ušao i našao se u pravom rimskom atriju s impluvijem u sredini, s krovom koji se spušta prema sredini i podupiru ga stupovi.” To je potaklo stvaranje niza teorija koje pokušavaju povezati zapadno- i srednjoafrički impluvij s grčko-rimskim, egipatskim i portugalskim utjecajima. Dok Kalaous odbacuje mogućnost portugalskog utjecaja, on piše da se "utjecaj Starog Mediterana čini vjerojatnijim, ali nije nužno došao preko Egipta. . . Naravno, to ne dokazuje da je bilo kontakata između Etruščana i naroda današnje južne Nigerije, ali postojanje impluvija tamo (i drugdje u zapadnoj Africi) sigurno nije lako objasniti u smislu sasvim neovisnog podrijetla." Denyer, s druge strane, primjećuje da se "nikakva velika naseljavanja nisu bila moguća u ovom području [južna Nigerija] prije nego što je pronađen način prikupljanja vode", da se sačuva za sušnu sezonu i da se upravlja erozijom. Nevadomsky et al. napisati da "ne treba postulirati vanjski izvor za ono što je po svoj prilici bila neovisna evolucija prostora i oblika. Impluvium kuća je lako mogla nastati u klimi vrućeg sunca i jakih sezonskih oborina."

## Poveznice
- Starorimska arhitektura
- Starogrčka arhitektura
- Yoruba arhitektura
- Beninsko Carstvo